# Electric (песня Кэти Перри)
«Electric» (с англ. — «Электрический») — песня американской певицы Кэти Перри, которая стала синглом с саундтрек-альбома Pokemon 25: The Album. Песня была выпущена 14 мая 2021 года на лейбле Capitol Records.

## Предыстория
13 января 2021 года было объявлено, что празднование двадцатипятилетия японской медиафраншизы «Покемон» начнётся с музыкального сотрудничества с Кэти Перри. Сама Кэти Перри назвала себя «большой фанаткой „Покемона“». 10 мая 2021 года певица официально объявила название сингла и дату его выхода через свои аккаунты в социальных сетях. Песня стала синглом альбома Pokemon 25: The Album, который выйдет осенью 2021 года.

## Музыкальное видео
Музыкальное видео на песню было выпущено в тот же день, что и сама песня, 14 мая. Он был снят мексикано-американским режиссёром Карлосом Лопесом Эстрадой.
В музыкальном видео юную Кэти Перри сыграла начинающая модель Мейли Аспен Капуто.

## Отзывы критиков
Халле Кифер из Vulture сказал, что песня следует «по хорошо протоптанным следам „Roar“ и „Firework“», описыв все три из них как «вдохновляющие поп-баллады».

## Чарты
| Чарт (2021)                                  | Высшая позиция |
| -------------------------------------------- | -------------- |
| Бельгия/Фландрия (Ultratip Bubbling Under)   | Tip            |
| Германия (Offizielle Download Charts Single) | 33             |
| Канада (Billboard Canadian Hot 100)          | 97             |
| Мексика (Billboard — Airplay)                | 45             |
| Мексика (Billboard — Ingles Airplay)         | 22             |
| Новая Зеландия (RMNZ Hot Singles)            | 21             |
| Панама (Monitor Latino Anglo)                | 8              |
| Сальвадор (Monitor Latino Anglo)             | 13             |
| США (Billboard Digital Song Sales)           | 25             |
| Уругвай (Monitor Latino Anglo)               | 15             |
| Эквадор (Monitor Latino Anglo)               | 15             |
| Япония (Billboard Hot Overseas)              | 1              |
| Мир (Billboard Global 200)                   | 120            |

## История релиза
| Регион | Дата         | Формат                      | Лейбл           | Прим.  |
| ------ | ------------ | --------------------------- | --------------- | ------ |
| Мир    | 14 мая 2021  | Цифровая загрузка, стриминг | Capitol Records | [ 22 ] |
| Италия | 14 мая 2021  | Contemporary hit radio      | Universal Music | [ 23 ] |
| Мир    | 11 июня 2021 | CD                          | Capitol Records | [ 24 ] |